# Monteiro (kommun)
Monteiro är en kommun i Brasilien.   Den ligger i delstaten Paraíba, i den östra delen av landet, 1 500 km nordost om huvudstaden Brasília. Antalet invånare är 30 844. Arean är 986 kvadratkilometer.
Terrängen i Monteiro är platt österut, men västerut är den kuperad.
Följande samhällen finns i Monteiro:
- Monteiro

Omgivningarna runt Monteiro är huvudsakligen savann. Runt Monteiro är det ganska glesbefolkat, med 27 invånare per kvadratkilometer.